# Ястребов Ігор Павлович
Ігор Павлович Ястребов (24 листопада 1931, Ґудаута - 9 травня 2023) — український скульптор; член Харківської організації Спілки радянських художників України з 1963 року.

## Біографія
Народився 24 листопада 1931 року в місті Ґудауті (нині Абхазія, Грузія). 1953 року закінчив Харківське художнє училище; 1958 року — Харківський художній інститут, де навчався зокрема у Миколи Рябініна, Ірини Мельгунової, Ольги Кудрявцевої.
Жив у Харкові, в будинку на вулиці Отокара Яроша, № 21 а, квартира № 26.
9 травня 2023 року пішов з життя, похований на міському кладовищі №2 в Харкові.

## Творчість
Працював у галузях станкової (портрет, композиція) і монументальної (пам'ятники, монументи, надгробки, пам'ятні дошки та знаки) скульптури. Серед робіт:
станкова скульптура
- «Молоді будівельники» (1951);
- «Ремісниця» (1959);
- «Дитинство Тараса» (1961, теракота);
- «Трудові резерви» (1961);
- «Мати» (1963, мармур);
- «Ленін — вождь» (1969, у співавторстві з Яковом Риком);
- «Гліб Максиміліанович Кржижановський» (1970, оргскло);
- портрет Героя Радянського Союзу Петра Широніна (1970, склобетон);
- «Асхат Сафаргалін» (1976, мармур);
- бюст повного кавалера ордена Слави І. П. Чуєва (1980, кована мідь);
- «Сергій Павлович Корольов» (1980);
- погруддя Івана Петровича Павлова (1985; біля західного виходу станції харківського метро «Академіка Павлова»)[2].

Брав участь у республіканських виставках з 1960 року, всесоюзних — з 1961 року.
Окремі роботи зберігаються у Харківському і Одеському художніх музеях, Канівському музеї Тараса Шевченка.
монументальна скульптура
- погруддя Зої Космодем'янської на алеї героїв-комсомольців у сквері «Перемога» у Харкові (1958)[2];
- меморіал загиблим у німецько-радянській війні у смт Петриківці Дніпропетровській області (1971);
- меморіал загиблим у німецько-радянській війні у місті Дергачах Харківської області (1975);
- пам'ятник танкобудівникам на Заводі імені В'ячеслава Малишева у Харкові (1980, у співавторстві з Сергієм Яструбовим, архітектор Ерік Черкасов)[2];
- пам'ятник воїнам-визволителям у Харкові (1981);
- пам'ятник Григорію Сковороді у Харкові в навчальному комплексі Харківського педагогічного університету (1982)[2];
- пам'ятник-погруддя Олександрові Пушкіну у Кременчуці (1983, мармур; встановлений 28 грудня 1985 року; демонтований 21 листопада 2022 року[3]);
- пам'ятник Антону Макаренку у Кременчуці (1983);
- пам'ятник Павлові Грабовському у місті Валках Харківської області (1983)[2];
- пам'ятник Артему у Харкові (1987[2], повалений 24 вересня 2014 року);
- пам'ятний знак жертвам Чорнобильської катастрофи на вулиці Пушкінській у Харкові (1999)[4];
- пам'ятник Ісусу Христу території Свято-Покровського монастиря Харківської єпархії Української Православної Церкви (10 серпня 2001)[2];
- пам'ятник-погруддя Єфрема Мухіна у селі Зарожному Харківської області (8 жовтня 2016; архітектор Сергій Ястребов)[5];
- скульптура «Водолія» біля «Харківводоканалу»[4];
- барельєф «Музика» на фасаді Харківського театру опери та балету[4].

## Відзнаки
Нагороджений Почесною грамотою Президії Верховної Ради УРСР.